# شري حاج فارح
شري حاج فارح يوسف (بالصومالية: Shire Xaaji Faarax)‏ رجل أعمال وسياسي صومالي، شغل منصب وزير التخطيط والعلاقات الدولية في حكومة بونتلاند، في الفترة ما بين 17 يونيو 2015 و11 فبراير 2019.

## حياته الشخصية

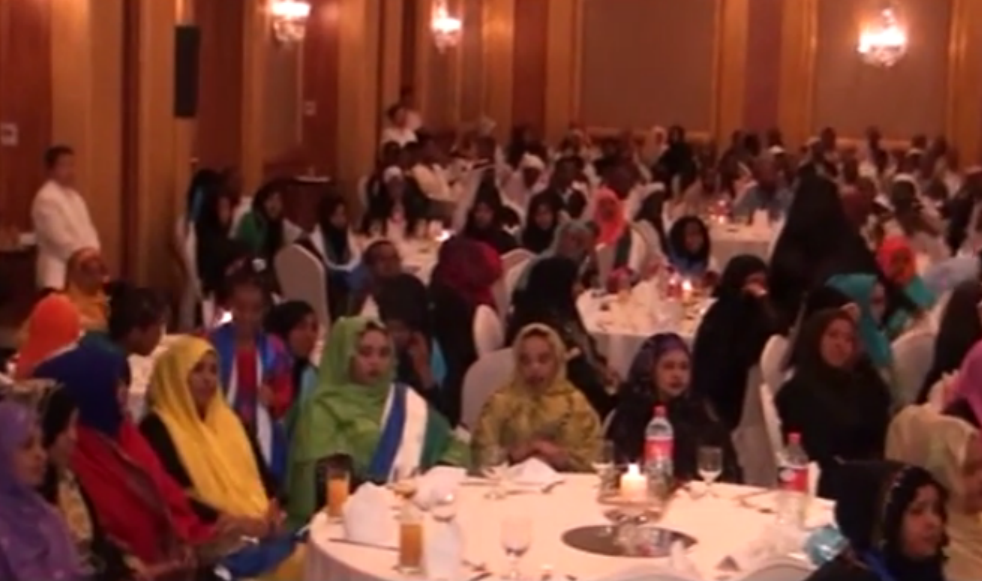
اجتماع في دبي يضم سيدات صوماليات يشغلن مناصب سياسية لدعم ترشيح شري حاج فارح لمنصب رئيس بونتلاند (نوفمبر 2013).

ينحدر شري حاج فارح من ولاية بونتلاند المتمتعة بالحكم الذاتي في شمال شرق الصومال، وينتمي إلى عشيرة علي سليمان المنحدرة من مجيرتين، هرتي، دارود.
لمع اسم شري حاج فارح كرائد أعمال، وهو عضو في اللجنة التنفيذية لمجلس الأعمال الصومالي ومقره في دولة الإمارات العربية المتحدة.
في عام 2013، قدم شري نفسه كمرشح في الانتخابات الرئاسية في بونتلاند 2014، التي جرت في 8 يناير في جروي. إلا أنه أُقصي في الجولة الأولى من التصويت، وأُعلن عن فوز رئيس وزراء الصومال السابق عبد الولي محمد علي في الانتخابات.

## وزير المالية

### التعيين
في 28 يناير 2014 وبعد انتخاب عبد الولي غاس رئيسا لولاية بونتلاند عين الرئيس الجديد شري حاج فارح وزيرًا للمالية، خلفا لفارح علي جامع [الإنجليزية].

## وزير التخطيط والعلاقات الدولية

### التعيين
في 17 يونيو 2015 عين رئيس ولاية بونتلاند عبد الولي غاس شري فارح وزيرا للتخطيط والعلاقات الدولية.

### الإصلاح الضريبي
في أبريل 2014، أعلنت وزارة المالية التي كان يقودها شري فارح أن حكومة بونتلاند ستبدأ في فرض الضرائب على رواتب موظفي الأمم المتحدة والمنظمات الدولية العاملة في بونتلاند، ووفقاً لرئيس دائرة الضرائب في نوجال، عبد الوهاب فارح علي، فإن هذه هي المبادرة الأولى من نوعها التي يتم تنفيذها في الولاية الإقليمية، ومن المتوقع أن تؤدي إلى زيادة الإيرادات المتاحة لمشاريع التنمية المحلية من قبل السلطات الجديدة لولاية بونتلاند، ويأتي هذا القرار في إطار تعهد رئيس بونتلاند عبد الولي محمد علي غاس بزيادة التمويل الحكومي للتنمية جزئيا من خلال زيادة الضرائب. ولتحقيق هذه الغاية، أقرت حكومة بونتلاند زيادة ضريبية على الشركات التجارية العاملة في الولاية بهدف تلبية معايير التمويل الإقليمية.

### القيادة العسكرية

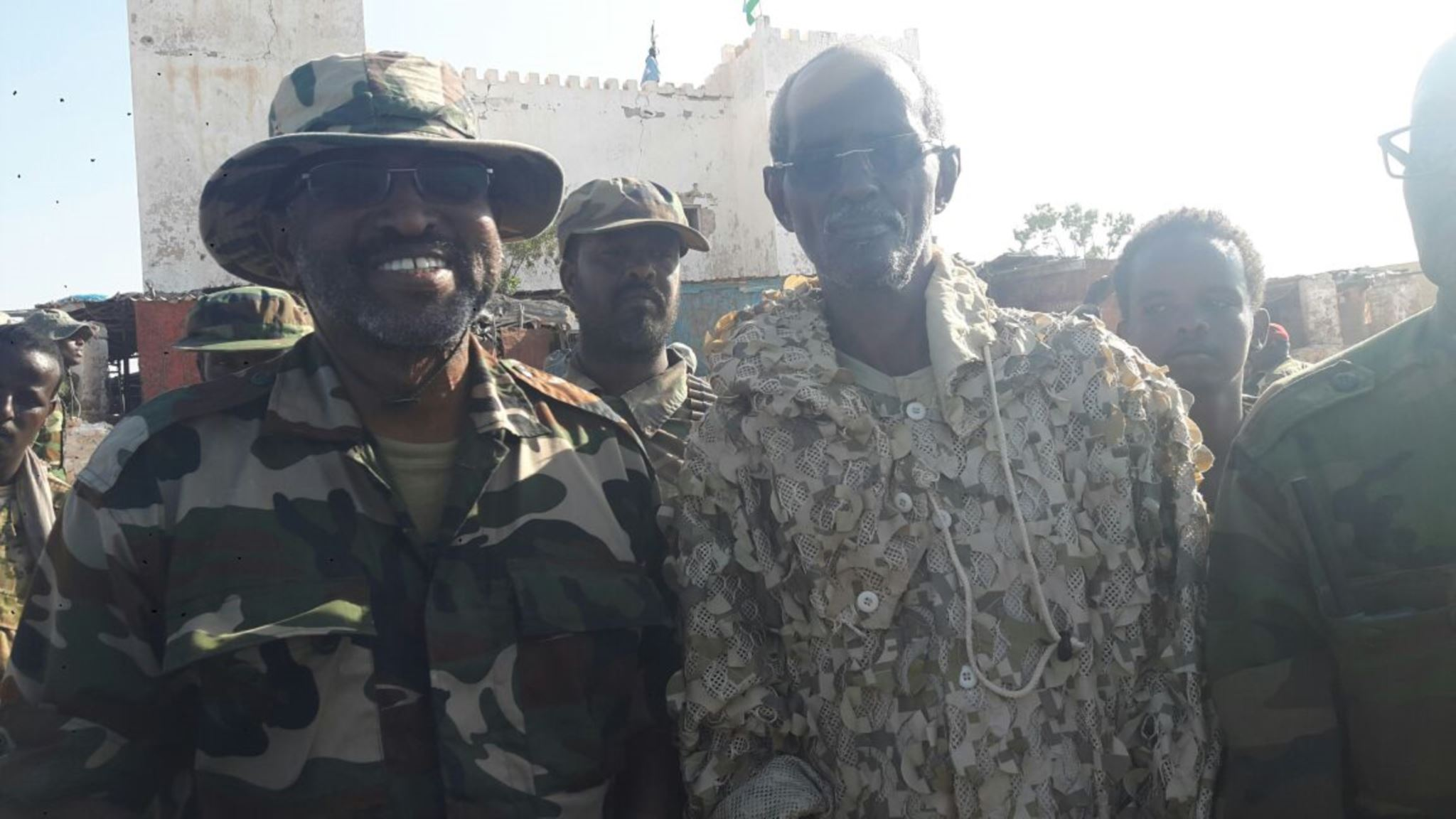
من اليمين حاكم محافظة بري يوسف محمد طدو مع شري حاج فارح في قندله بعد استعادة المدينة من تنظيم الدولة الإسلامية في 7 ديسمبر 2016.

في ديسمبر 2016، قاد شري هجوما مضادا شنته قوات الأمن في بونتلاند لاستعادة بلدة قندله بعد احتلالها من قبل تنظيم الدولة الإسلامية - ولاية الصومال من خلال عملية قندله، ونجحت قواته في استعادة قندله في 7 ديسمبر 2016. ثم طلب شري فارح من النازحين "العودة إلى البلدة" مضيفا أن "البلدة آمنة، ونحن سنساعدهم على إعادة التوطين".